# Petlovac
 Petlovac  è un comune della Croazia di 2 743 abitanti della Regione di Osijek e della Baranja.